# Mi amigo Conejo
Mi amigo Conejo (En inglés: My Friend Rabbit) es una serie animada de televisión canadiense producida por Treehouse TV, 9 Story Media Group y Nelvana. El show fue basado por los libros infantiles de Eric Rohmann. En Reino Unido se estrenó Mi amigo conejo en Disney Junior (anteriormente Playhouse Disney) y en Latinoamérica no se estrenaba la serie en Boomerang y en Estados Unidos en Qubo.

## Trama
El conejo y el ratón son como Doki y Mundi en Discovery Kids, y Louie y Yoko en Louie, el conejo. Descubren aventuras en el bosque con sus amigos Hazel, Thunder, Jasper, Edweena y Las patitas.

## Personajes
.

## Emisión Internacional
- Estados Unidos: Qubo
- Reino Unido:  Playhouse Disney
- Canadá: Treehouse TV Nickelodeon (Canadá) Disney Junior
- Australia y  Nueva Zelanda: ABC Kids y Playhouse Disney